# 姜國元
姜國元，筆名安裕，香港資深傳媒工作者，專欄作家，《明報》前執行總編輯。

## 簡歷
姜國元畢業於九龍城區街坊福利會小學。出道時為體育記者。1980年代曾任職於《大公報》，操流利日語，亦曾被派駐到英國及美國。1986年6月，時任中共總書記胡耀邦首次官式訪問英國，當時姜國元正派駐英國，有參與採訪。其後則被調駐美國華盛頓採訪白宮政治新聞。
1997年香港回歸後，姜國元曾擔任《蘋果日報》總編輯，參與報導2003年的七一大遊行後，轉往無綫電視新聞部主理國際新聞，不足一年後再轉往《明報》，擔任執行總編輯超過10年。
2014年香港雨傘運動期間，安裕列舉外國報章不畏強權威嚇的事例，「報人信膺一管筆比一桿槍強，這是面對橫逆敢於挺身而出的勇氣」，「可就是這些人，在天茫水渾的亂世保住了人間青山，在國家機器臨頭之際發光發熱，無愧於時代，無愧於自己」。
姜國元在明報，憑藉採訪經驗與國際視野以筆名安裕於《星期日明報》撰寫《安裕周記》專欄。《安裕周記》後刊於《蘋果日報》。

## 被解僱事件
明報職工協會公布，於2016年4月20日凌晨，《明報》總編輯鍾天祥突然以「節省資源」為由，解僱姜國元，即時生效。
傳媒報導，近年姜國元與總編輯鍾天祥一直在工作上有意見衝突，包括《明報》在頭條新聞的取捨上。

## 著作
- 《Finest Hour 最壞的年代 最好的記者》 蔡子強, 安裕  明報出版社有限公司  ISBN 9789888287796
- 《星期日生活－－安裕周記 - 思前想後》 安裕 明報出版社有限公司  ISBN 9789888206674
- 《為下一代覺醒》 陳惜姿, 安裕, 譚蕙芸 天窗出版社  ISBN 9789881680679

## 資料來源
1. 1 2 3 4  【明報炒執總】入行逾30年80年代派駐英美 曾任《蘋果》總編輯 （页面存档备份，存于） 蘋果日報 2016-04-21
2. ↑  【明報炒姜國元】解僱即時生效　工會質疑懲處異見　員工求交代 （页面存档备份，存于） 《香港01》 2016-04-20
3. ↑  【明報炒姜國元】今晨遭解僱　明報董事局回應：你問鍾天祥啦 （页面存档备份，存于） 《香港01》 2016-04-20
4. ↑  . The News Lens 關鍵評論網. 2016-04-21  [2020-07-15]. （原始内容存档于2020-07-17） （中文（臺灣））.
5. ↑  【明報炒姜國元】員工：他屬靈魂人物　是鍾天祥的「頂心杉」 （页面存档备份，存于） 《香港01》 2016-04-21